# Linea Tōkyū Den-en-toshi
La  Linea Tōkyū Den-en-toshi (東急田園都市線?, Tōkyū Den'entoshi-sen) gestita dalla Tōkyū Corporation è una ferrovia a scartamento ridotto che collega le stazioni di Shibuya a Tokyo e Chūō-Rinkan, situata nei sobborghi periferici della prefettura di Kanagawa. Quasi tutti i treni, arrivati a Shibuya, continuano sulla Linea Hanzōmon della Tokyo Metro.

## Storia

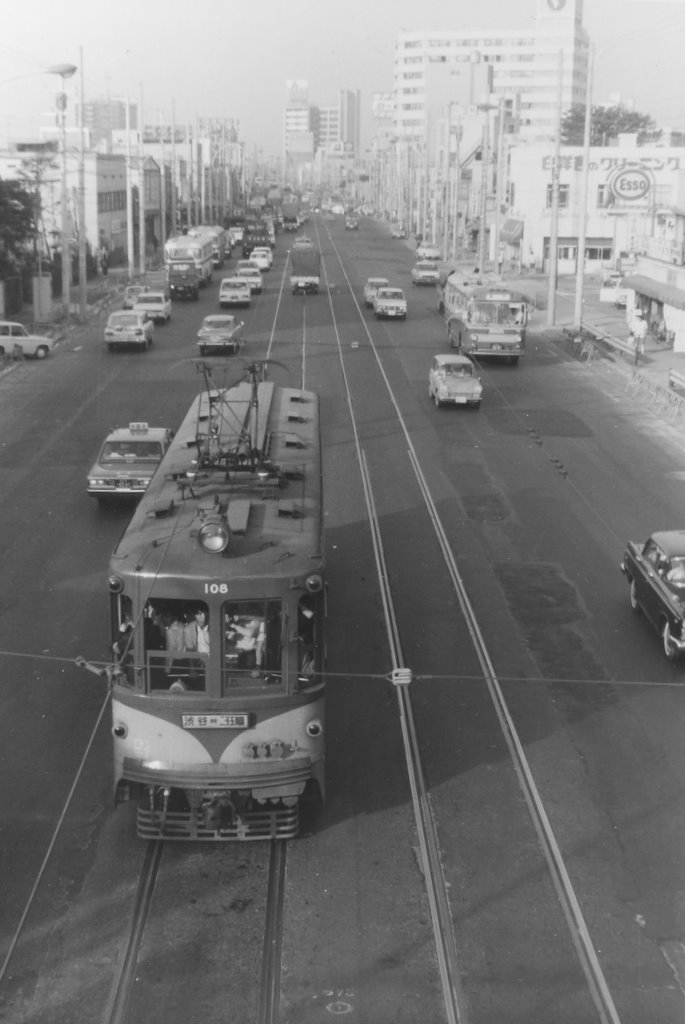
Vista del Tamaden nei pressi di Komazawa (1969)

| Unknown route-map component "tBHF" |

| Unknown route-map component "tBHF" |

| Unknown route-map component "tBHF" |

| Unknown route-map component "tBHF" |

| Unknown route-map component "tBHF" |

| Unknown route-map component "tBHF" |

| Unknown route-map component "tSTRe" |

| Station on track |

| Unknown route-map component "hKRZWae" |

| Station on track |

| Station on track |

| Station on track |

| Station on track |

| Station on track |

| Station on track |

| Station on track |

|  | Unknown route-map component "ABZg+l" | Unknown route-map component "KDSTeq" |

| Station on track |

| Station on track |

| Station on track |

| Station on track |

| Station on track |

| Station on track |

| Station on track |

| Station on track |

| Unknown route-map component "ABZgr" |

|  | Unknown route-map component "ABZgl" | Unknown route-map component "KDSTeq" |

| Station on track |

| Station on track |

| Station on track |

| Station on track |

| Unknown route-map component "tSTRa" |

| Unknown route-map component "tBHF" |

### Periodo preguerra
Il 6 marzo 1907 venne aperta la prima sezione della linea tranviaria Tamagawa (玉川線?, Tamagawa-sen) dalla ferrovia elettrica Tamagawa (玉川電気鉄道?, Tamagawa Denki Tetsudō, Tamaden) (da non confondere con l'odierna linea Tōkyū Tamagawa (東急多摩川線?, Tōkyū Tamagawa-sen)) fra Shibuya e l'attuale Futako-Tamagawa. Dalla linea Tamagawa nacquero in seguito due diramazioni: la linea Kinuta (砧線?, Kinuta-sen) (1º marzo 1924) da Futako-Tamagawa a Kinuta, e la linea Setagaya (18 gennaio 1925) da Sangenjaya.
La società Tamaden fu quindi acquisita dalla ferrovia elettrica Tokyo-Yokohama (東京横浜電気鉄道?, Tōkyō Yokohama Denki Tetsudō) (FETY) (l'attuale Tōkyū) il 1º aprile 1938. Oltre alla sua linea principale, la linea Tokyo-Yokohama, la FETY operava anche la linea Mizonokuchi (溝の口線?, Misonokuchi-sen) da Futako-Tamagawa (all'epoca denominata "Futako-Tamagawa-en") a Mizonokuchi dal 15 luglio 1927. La linea Tamagawa costituiva quindi un ulteriore collegamento da Futako-Tamagawa a Shibuya. Il 1º luglio 1943 questa sezione venne integrata con la linea Ōimachi, che univa la stazione di Ōimachi nell'area sud-ovest di Tokyo con Futako-Tamagawa-en.

### Progetto Tama Den-En-Toshi
Prima del 1945, le colline di Tama a sud-ovest di Mizonokuchi erano prevalentemente coperte da foreste, e occupate da piccoli villaggi lungo la strada Ōyama (l'attuale strada statale 246) e alcune basi dell'esercito imperiale giapponese. Dopo la Seconda Guerra Mondiale, molta gente emigrò in quest'area.
Nel 1953 vivevano circa 20.000 persone in questa area, e il presidente del gruppo Tōkyū, Keita Gotō progettò lo schema per una "new town" chiamato piano di sviluppo per l'area sud-ovest. Egli visionò una nuova ferrovia e una strada a percorrenza rapida (in seguito realizzata come autostrada Tōmei) con un'area residenziale costituita da abitazioni spaziose e vivibili per i pendolari che lavoravano a Tokyo. La società iniziò a realizzare la nuova area nella zona di Tama Den-En-Toshi ("città giardino") a partire dal 1959.
In accordo con questo progetto, la linea Ōimachi venne rinominata linea Den-en-toshi l'11 ottobre 1963, e finalmente estesa alla stazione di Nagatsuta il 1º aprile 1968.
Dagli anni '70 in poi, la popolazione dell'area crebbe stabilmente. Le città ebbero subito un grande successo e considerate un luogo sofisticato in cui vivere, e quindi richiamavano continuamente nuovi residenti. Mentre il progetto originario di Tōkyū era ormai completato, anche altre aziende iniziarono ad essere interessate ad investire nell'area, e oggi lungo la linea sono presenti circa 550.000 residenze (esclusa la sezione da Shibuya a Mizonokuchi, già edificata in precedenza). Questo rende l'area la più grande "new town" mai realizzata da un settore privato in Giappone.

### Sviluppo della linea
L'11 maggio 1969 le linee Tamagawa e Kinuta vennero chiuse per permettere la costruzione della linea Shin-Tamagawa in sotterranea lungo il percorso 3 dell'autostrada Shuto. Tōkyū istituì un servizio sostitutivo su gomma durante i lavori, che si protrassero fino al 7 aprile 1977, fra Shibuya e Futako-Tamagawa. Il servizio diretto con la linea Den-en-toshi iniziò il 16 novembre 1977.
Il 12 agosto 1979 la sezione fra Ōimachi e Futako-Tamagawa venne separata, e chiamata linea Ōimachi, ricreando dopo anni la linea originaria. Questo coincise con l'inaugurazione dei servizi diretti sulla linea Hanzōmon della metropolitana di Tokyo, allora gestita dalla autorità di trasporto rapido Teito (帝都高速度交通営団?, Teito Kōsokudo Kōtsū Eidan, Eidan o TRTA) e la linea Shin-Tamagawa. Di fatto la linea Den-en-toshi era diventata un'estensione della metropolitana di Tokyo.
La linea venne completata nella sua forma attuale il 9 aprile 1984, quando venne aperta la sezione fra le stazioni di Tsukimino e Chūō-Rinkan. La linea Shin-Tamagawa venne annessa ufficialmente alla Den-en-toshi il 6 agosto 2000.
Dal 19 marzo 2003 il servizio diretto sulla metropolitana venne esteso dalla Suitengūmae fino a Oshiage, permettendo la prosecuzione dei treni sulle linee Isesaki e Nikkō delle Ferrovie Tōbu, mentre l'11 luglio 2009 è stato completato il quadruplicamento dei binari fra Futako-Tamagawa e Mizonokuchi permettendo di instradare i treni della linea Ōimachi fino a Mizonokuchi..
Sono in corso attualmente progetti per proseguire con il raddoppio dei binari fino alla stazione di Saginuma, e i primi studi per realizzare un raddoppio della sezione sotterranea fra Shibuya e Futako-Tamagawa.

## Servizi
Quasi tutti i treni della linea provengono o continuano dalla linea Hanzōmon, utilizzando i binari delle ferrovie Tōkyū, della Tokyo Metro e delle Ferrovie Tōbu. Circa la metà prosegue oltre la stazione di Oshiage, il capolinea della linea Hanzōmon, innestandosi sulla linea Tōbu Isesaki (stazione di Kuki) o sulla linea Tōbu Nikkō (stazione di Minami-Kurihashi).

### Tipologie di servizi
Locale (普通?, futsū) ("L")
Ferma in tutte le stazioni. Otto servizi all'ora per direzione tutto il giorno.
Semi-Espresso (準急?, junkyū) ("Se")
Solo in direzione Tokyo le mattine dei giorni feriali al fine di ridurre la congestione dei passeggeri attorno a Shibuya e ridurre i ritardi grazie all'equalizzazione della velocità dei treni.
Espresso (急行?, kyūkō) ("E")
Quattro coppie all'ora per tutto il giorno.

### Servizi sulla linea Ōimachi
Alcuni treni sono diretti/provengono alla/dalla linea Tōkyū Ōimachi utilizzando il tronchino per il deposito di Saginuma. Questi treni si dirigono fino alla stazione di Ōimachi la mattina, e fino a Saginuma la sera. I treni sono a 5 casse, anziché a 10 come normalmente visibile sulla linea. Alcuni treni espressi nel weekend partono anche da Chūō-Rinkan le mattine, e l'inverso la sera.

### Stazioni
| Codice                                   | Nome             | Giapponese   | Distanza (km) | L | Se | E | Connections | Posizione        | Posizione | Posizione |
| ---------------------------------------- | ---------------- | ------------ | ------------- | - | -- | - | --- | ---------------- | --------- | --------- |
| I treni continuano sulla ○Linea Hanzōmon |                  |              |               |   |    |   | |                  |           |           |
| DT01                                     | Shibuya          | 渋谷         | 0.0           | ● | ●  | ● | ■ Linea Tōkyū Tōyoko ■ Linea Yamanote ■ Linea Saikyō ■ Linea Shōnan-Shinjuku ■ Linea Keiō Inokashira Linea Hanzōmon Linea Ginza Linea Fukutoshin | Shibuya          | Tokyo     | Tokyo     |
| DT02                                     | Ikejiri-Ōhashi   | 池尻大橋     | 1.9           | ● | ●  |   | | Meguro, Setagaya | Tokyo     | Tokyo     |
| DT03                                     | Sangen-Jaya      | 三軒茶屋     | 3.3           | ● | ●  | ● | ■ Linea Tōkyū Setagaya | Setagaya         | Tokyo     | Tokyo     |
| DT04                                     | Komazawa-Daigaku | 駒沢大学     | 4.8           | ● | ●  |   | | Setagaya         | Tokyo     | Tokyo     |
| DT05                                     | Sakura-Shimmachi | 桜新町       | 6.3           | ● | ●  |   | | Setagaya         | Tokyo     | Tokyo     |
| DT06                                     | Yōga             | 用賀         | 7.6           | ● | ●  |   | | Setagaya         | Tokyo     | Tokyo     |
| DT07                                     | Futako-Tamagawa  | 二子玉川     | 9.4           | ● | ●  | ● | ■ Linea Tōkyū Ōimachi | Setagaya         | Tokyo     | Tokyo     |
| DT08                                     | Futako-Shinchi   | 二子新地     | 10.1          | ● |    |   | | Takatsu-ku       | Kawasaki  | Kanagawa  |
| DT09                                     | Takatsu          | 高津         | 10.7          | ● |    |   | | Takatsu-ku       | Kawasaki  | Kanagawa  |
| DT10                                     | Mizonokuchi      | 溝の口       | 11.4          | ● | ●  | ● | ■ Linea Nambu (Stazione di Musashi-Mizonokuchi)                                                                                                  | Takatsu-ku       | Kawasaki  | Kanagawa  |
| DT11                                     | Kajigaya         | 梶が谷       | 12.2          | ● |    |   | | Takatsu-ku       | Kawasaki  | Kanagawa  |
| DT12                                     | Miyazakidai      | 宮崎台       | 13.7          | ● |    |   | | Miyamae-ku       | Kawasaki  | Kanagawa  |
| DT13                                     | Miyamaedaira     | 宮前平       | 14.7          | ● |    |   | | Miyamae-ku       | Kawasaki  | Kanagawa  |
| DT14                                     | Saginuma         | 鷺沼         | 15.7          | ● | ●  | ● | | Miyamae-ku       | Kawasaki  | Kanagawa  |
| DT15                                     | Tama-Plaza       | たまプラーザ | 17.1          | ● | ●  | ● | | Aoba-ku          | Yokohama  | Kanagawa  |
| DT16                                     | Azamino          | あざみ野     | 18.2          | ● | ●  | ● | Linea blu (Yokohama) | Aoba-ku          | Yokohama  | Kanagawa  |
| DT17                                     | Eda              | 江田         | 19.3          | ● |    |   | | Aoba-ku          | Yokohama  | Kanagawa  |
| DT18                                     | Ichigao          | 市が尾       | 20.6          | ● |    |   | | Aoba-ku          | Yokohama  | Kanagawa  |
| DT19                                     | Fujigaoka        | 藤が丘       | 22.1          | ● |    |   | | Aoba-ku          | Yokohama  | Kanagawa  |
| DT20                                     | Aobadai          | 青葉台       | 23.1          | ● | ●  | ● | | Aoba-ku          | Yokohama  | Kanagawa  |
| DT21                                     | Tana             | 田奈         | 24.5          | ● |    |   | | Aoba-ku          | Yokohama  | Kanagawa  |
| DT22                                     | Nagatsuta        | 長津田       | 25.6          | ● | ●  | ● | ■ Linea Kodomonokuni ■ Linea Yokohama | Midori-ku        | Yokohama  | Kanagawa  |
| DT23                                     | Tsukushino       | つくし野     | 26.8          | ● |    |   | | Machida          | Machida   | Tokyo     |
| DT24                                     | Suzukakedai      | すずかけ台   | 28.0          | ● |    |   | | Machida          | Machida   | Tokyo     |
| DT25                                     | Minami-Machida   | 南町田       | 29.2          | ● |    | ◎ | | Machida          | Machida   | Tokyo     |
| DT26                                     | Tsukimino        | つきみ野     | 30.3          | ● |    |   | | Yamato           | Yamato    | Kanagawa  |
| DT27                                     | Chūō-Rinkan      | 中央林間     | 31.5          | ● | ●  | ● | ■ Linea Odakyū Enoshima | Yamato           | Yamato    | Kanagawa  |

## Materiale rotabile
- Tokyo Metro serie 8000
- Tokyo Metro serie 08
- Tōkyū serie 2000
- Tōkyū serie 5000
- Tōkyū serie 8500
- Tōkyū serie 8590
- Tōbu serie 30000
- Tōbu serie 50050

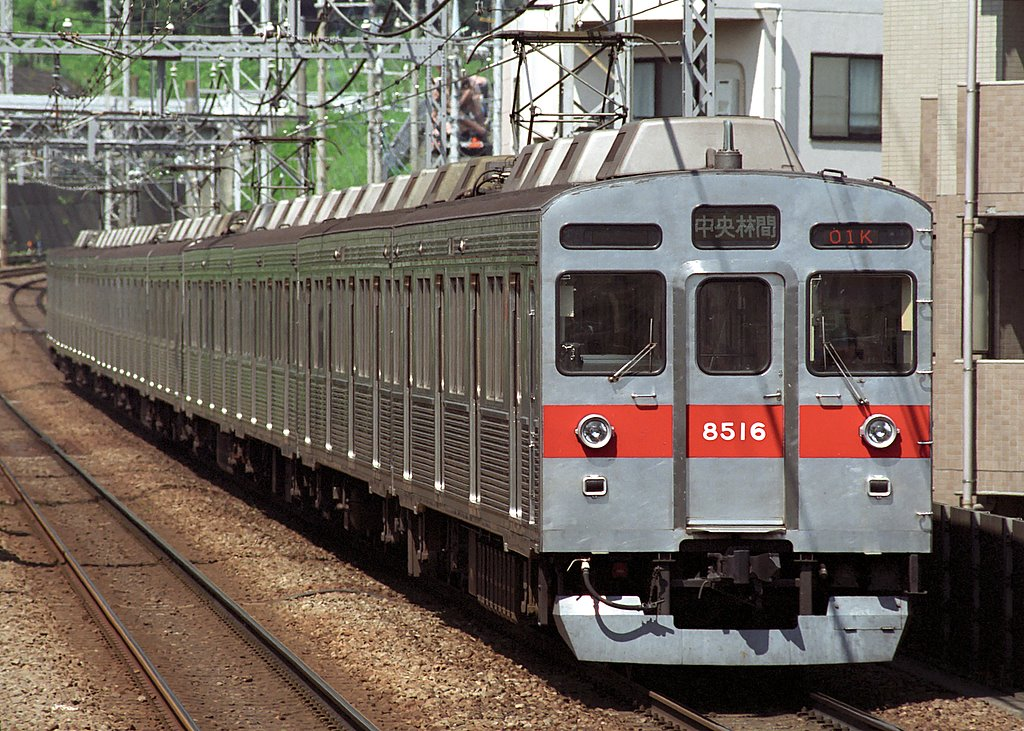
Serie 8500
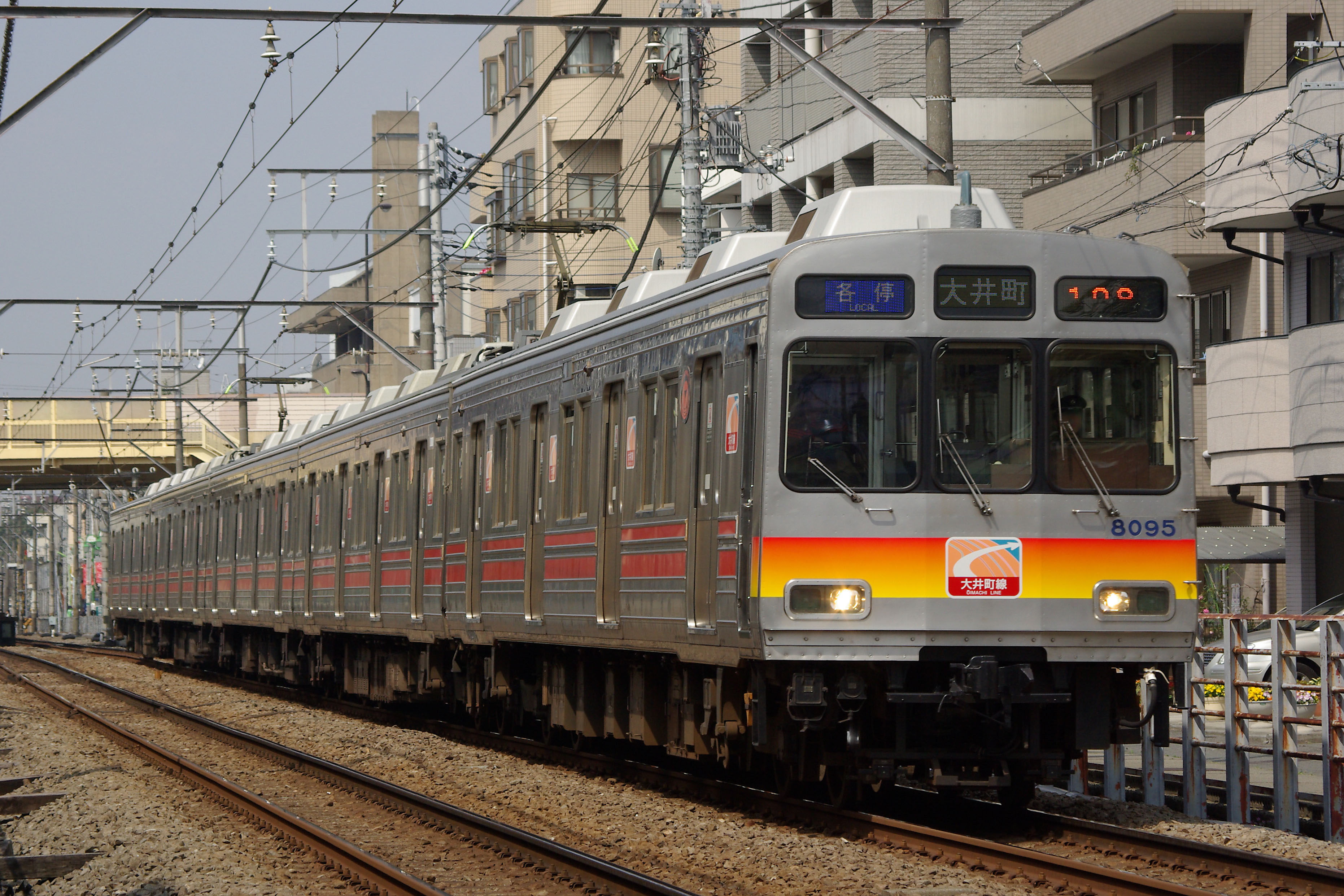
Serie 8590
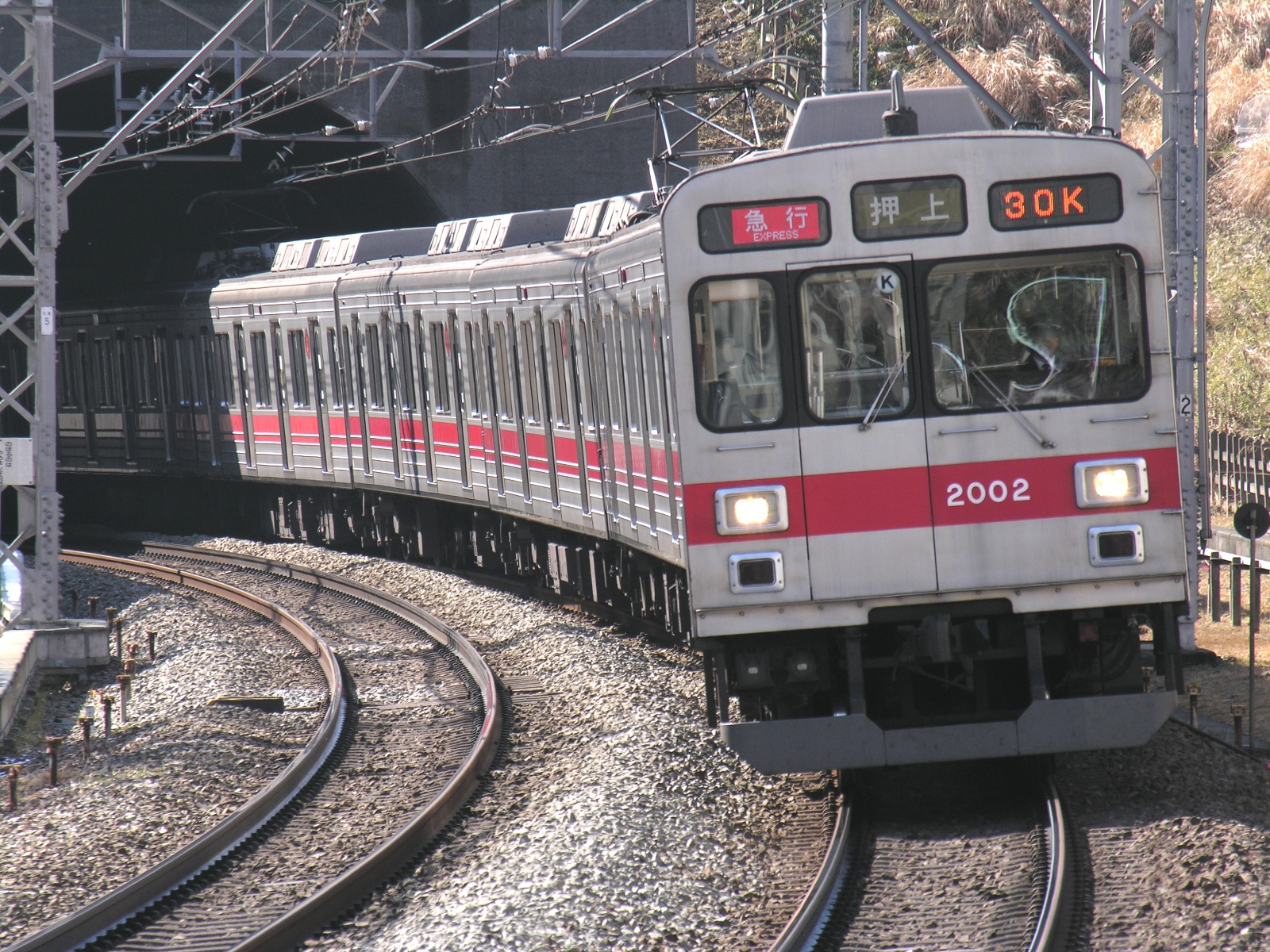
Serie 2000
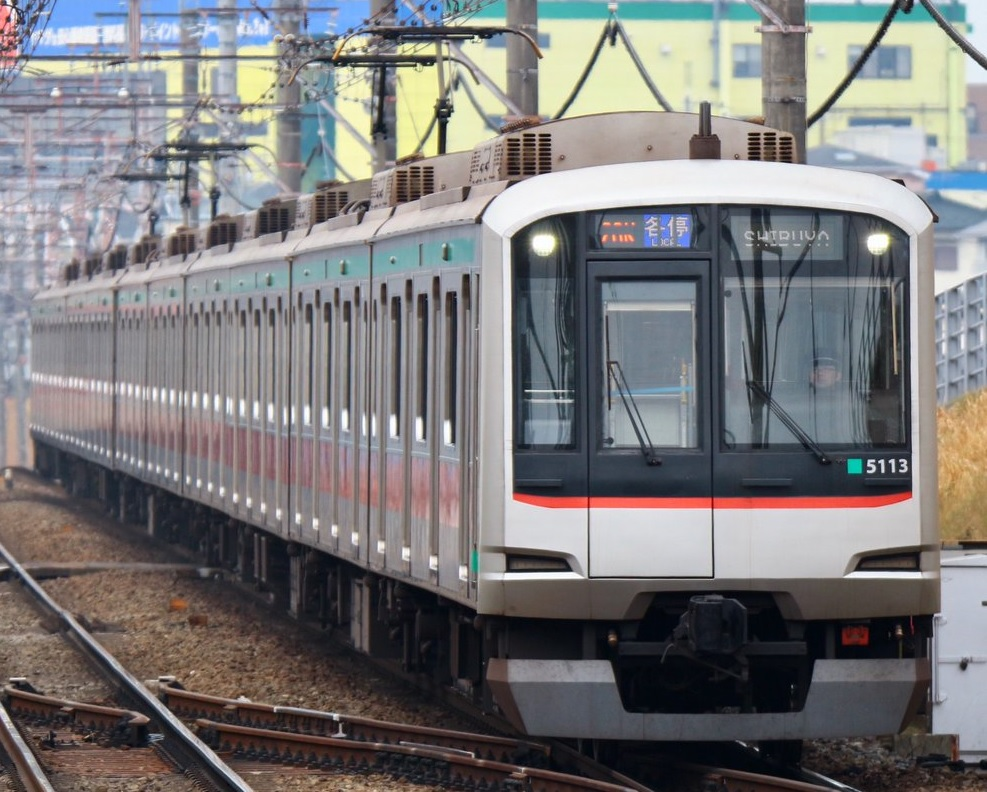
Serie 5000 (seconda generazione)